# Władimir Sutiejew
Władimir Grigorjewicz Sutiejew (ros. Влади́мир Григо́рьевич Суте́ев; ur. 22 czerwca?/5 lipca 1903 w Moskwie zm. 10 marca 1993 tamże) – radziecki reżyser filmów animowanych, animator i scenarzysta, a także autor i ilustrator książek dla dzieci. Zasłużony Działacz Sztuk RFSRR (1965).

## Książki
Bajeczki z obrazkami
- 1. Kogucik i kaczorek
- 2. O trzech kotkach
- 3. Pod grzybem
- 4. Kto powiedział „miau”?
- 5. Każde koło inne
- 6. Okręcik
- 7. Tyczka pomocniczka
- 8. Jabłko
- 9. Myszka i ołówek
- 10. Kogut i farby
- 11. Jak kotka wybrzydzała
- 12. Choinka
- 13. Co to za ptak?

Źródło:
Zabawne Opowieści
- 1. Straszne zwierzę
- 2. Wiosną
- 3. Motylek
- 4. Nie wchodź, koźle, do ogrodu
- 5. Zguba

Źródło:

## Filmografia

### Reżyseria
- 1933: Skazka pro biełowo byczka
- 1934: Kliaksa w arktikie
- 1936: Kołobok
- 1937: Szumnoje plawanije
- 1938: Pocziemu u nosoroga szkura w skladkach
- 1938: Djadja stiepa
- 1940: I my na olimpiadu
- 1941: Mucha-cokotucha
- 1947: Wesoły ogródek
- 1960: Mucha-cokotucha

### Scenariusz
- 1933: Skazka pro biełowo byczka
- 1934: Kliaksa w arktikie
- 1936: Kołobok
- 1936: Otważnyj morjak
- 1937: Dziadek Mróz i szary wilk
- 1938: Pocziemu u nosoroga szkura w skladkach
- 1940: I my na olimpiadu
- 1941: Mucha-cokotucha
- 1947: Wesoły ogródek
- 1950: Gdy na choinkach zapalają się ognie
- 1952: Zaj i czik
- 1953: Magiczne zabawki
- 1954: Wszystkie drogi prowadzą do bajki
- 1955: Choinka
- 1955: Co to za ptak?
- 1956: Korablik
- 1956: Million w mieszkie
- 1958: Gribok-tieriemok
- 1958: Piotruś i Czerwony Kapturek
- 1960: Mucha-cokotucha
- 1960: O wozie, co każde koło miał inne
- 1962: Dwie bajki
- 1962: Kto powiedział „miał”?
- 1962: Tol'ko nie siejczas
- 1963: Swietljaczok n 4. nasz karandasz
- 1963: Tarakaniszcze
- 1963: Żarty
- 1964: Kot wędkarz
- 1964: Kogut i farby
- 1965: Pastereczka i kominiarczyk
- 1966: O hipopotamie, który bał się szczepień
- 1966: Chwosty
- 1967: Hej-hop! Hej-hop!
- 1969: My iszcziem kliaksu
- 1970: Diadia misza
- 1971: Tierem-tieriemok
- 1974: Worek jabłek
- 1978: Dziadek Mróz i szary wilk
- 1979: Kto połuczit priz
- 1986: Zagubiony kogucik

### Animator
- 1929: Przygody barona Münchausena